# Докин, Михаил Анатольевич
Михаи́л Анато́льевич До́кин (14 июня 1962, Москва — 3 сентября 2008, там же) — советский и российский актёр театра и кино. Заслуженный артист Российской Федерации (2005).

## Биография
Михаил Докин родился 14 июня 1962 года в Москве.
В начале 1980-х он пришёл в Театр на Юго-Западе, в то время — театр-студию, созданную Валерием Беляковичем в 1977 году.
Специального театрального образования актёр не получил, как и большинство тех, кто создавал Театр на Юго-Западе (в 1986 году он окончил Московский институт радиотехники, электроники и автоматики), но это не помешало ему прослужить в театре почти 25 лет.
В 1984 году сыграл первую главную роль в спектакле «Старый дом». Его партнёршей стала одна из ведущих актрис театра Галина Галкина.
В 1989 году театр в рамках международного фестиваля молодёжных театров в Токио показывает спектакль «Собаки», в котором М. Докин исполняет одну из своих лучших ролей — роль кота Ямамото.
В 1990 году М. Докин уходит в театр-студию «Марьина Роща» под управлением Павла Куликова, где играет Учёного в спектакле «Тень» (премьера состоялась 27 октября 1990 года). Театр-студия, однако, просуществовал недолго, и вскоре М. Докин вернулся на Юго-Запад.
До 2004 года артист играл Жан-Жака Бутона, верного слугу господина де Мольера в спектакле «Мольер», который долгое время был одной из визитных карточек театра.
За четверть века М. Докин создал на сцене множество сценических образов. Кроме того, им написаны стихи к спектаклям «Ревизор», «Сон в летнюю ночь», «Трёхгрошовая опера», «Щи», «Даёшь Шекспира».
Последней ролью актёра в театре стала роль А. С. Пушкина в спектакле «Аллегория», поставленном Олегом Анищенко и Михаилом Беляковичем по одноимённому рассказу Александра Селина.
Михаил Докин скончался в Москве, 3 сентября 2008 года. Актёр похоронен в Москве, на Пыхтинском кладбище.

## Работы в театре

### Театр на Юго-Западе
- 1984 — «Старый дом» А. Казанцева — Олег Крылов
- «Укрощение строптивой» У. Шекспира — Гортензио
- «Мольер» — Жан-Жак Бутон
- 1989 — «Собаки» — Ямамото
- «Маугли» (совместный проект с Театром «Я сам Артист») — Шер-Хан
- «Дураки» — Снецкий
- «Мандрагора» — Сиро
- «Носороги» — Пьер
- «Птидепе» — Машат, Йирка
- «Школа любви» — Лейтенант
- «Театр Аллы Пугачёвой» — Милиционер, Паулс
- «Русские люди» — Ильин
- «Встреча с песней»
- «Женитьба» Н. В. Гоголя — Подколесин
- «Мастер и Маргарита» — Левий Матвей, Степа Лиходеев
- «Ревизор» Н. В. Гоголя — Бобчинский
- «Вальпургиева ночь» — Алёха
- «Макбет» У.Шекспира — Дональбайн
- «Ромео и Джульетта» У. Шекспира — Балтазар
- 1996 — «Сон в летнюю ночь» У. Шекспира — Пек
- 1996 — «На дне» — Сапожник Алёшка
- 1999 — «Щи» — Шеф-повар Рассольник, ямщик
- 1999 — «Dostoevsky-Trip» — Лебедев
- 2000 — «Конкурс» Александра Галина — брат Валентина
- 2001 — «Трёхгрошовая опера» — Джонатан Джереми Пичем
- 2002 — «J. Gay — Опера.ру» — Нищий
- 2002 — «Анна Каренина — 2» — Мюллер
- 2003 — «Гамлет» У.Шекспира — Марцелл
- 2003 — «Даёшь Шекспира!» («Два веронца») — Поэт
- 2004 — «Куклы» — Антрепренёр дон Агустин
- 2007 — «Аллегория» — Пушкин
- 2007 — «Царь Эдип» — пастух Лая
- «Владимир III степени» — художник по свету
- «Дракон» — художник по свету
- «Игроки» — художник по свету
- «Король умирает» — художник по свету
- «Трактирщица» — художник по свету
- 2003 — «Гамлет» — художник по свету

### Другие театры
- 1990 — «Тень» (Евгений Шварц) — учёный (Театр-студия «Марьина Роща» под руководством Павла Куликова)

## Фильмография

### Кино
- 2001 — «Школа Этуалей»
- 2008 — «Сапожки»[2] — Витька

### Телевидение
- 2003 — «Тайны XX века» (документальный цикл)
- 2005 — «Александровский сад» — Панин
- 2005 — «Жизнь — поле для охоты» — Шарумов
- 2008 — «Трюкачи» (телесериал) — участковый
- 2009 — «Десантный батя» (телесериал); режиссёр Олег Штром; фильм снимался в 2008 году; участие в съёмках этого сериала — последняя киноработа Михаила Докина.